# Heitor Ferreira Lima
Heitor Ferreira Lima (Corumbá, 1905 - São Paulo, 25 de novembro de 1989) foi um alfaiate, sindicalista, político, tradutor, jornalista, assessor econômico e escritor brasileiro. É um autor que dedicou boa parte de sua obra para discutir interpretações econômicas da história brasileira.

## Biografia

### Primeiros anos e formação
Heitor nasceu no município de Corumbá, interior do estado de Mato Grosso do Sul. Mudou-se para cidade do Rio de Janeiro no ano de 1922, enquanto o município ainda era a capital federal do Brasil.
Na capital fluminense, ingressou no mundo do trabalho como aprendiz de alfaiate e depois entrou para o universo sindical, sindicalizando-se na União dos Alfaiates. Crescendo na vida sindical, no ano de 1927 foi um dos três jovens escolhidos da União da Juventude Comunista (UJC) para estudar na Escola Leninista de Moscou.

### Crescimento no Partido Comunista Brasileiro
Filiado ao Partido Comunista Brasileiro (PCB), tornou-se um elo entre o partido e a Internacional Socialista. Observou a realidade econômica soviética, durante a transição da Nova Política Econômica (NEP) para os planos quinquenais, período em que se interessou pelos temas da industrialização e do planejamento econômico.
De volta ao Brasil, sucedeu Astrojildo Pereira no cargo de secretário-geral do PCB em 1931. No mesmo ano passou o cargo a Fernando Paiva de Lacerda.  Em 1935 - no ano da Intentona Comunista - foi a São Paulo para dar um curso de formação política. Ali conheceu Caio Prado Júnior e outros integrantes do grupo paulista do partido.
Após algumas prisões - por conta de sua militância política - no ano de 1938 foi encarcerado novamente. Com sua plena liberdade garantida estabeleceu-se definitivamente na cidade de São Paulo. Exerceu o ofício de jornalista no jornal O Observador econômico e financeiro. Foi convidado por Roberto Simonsen para compor o Conselho de Economia Industrial da Federação das Indústrias do Estado de São Paulo (FIESP) em 1944. Permaneceu na entidade empresarial até a sua aposentadoria.

### Desligamento do PCB
Com o passar do tempo foi se afastando da militância do PCB, acompanhando a atuação do partido apenas pela imprensa. Em 1982, escreveu sue livro de memórias, Caminhos Percorridos – memórias de militância.
No ano de 1987, foi eleito presidente da Comissão de História do Conselho Estadual de Artes e Ciências Humanas da Secretaria de Cultura do Estado de São Paulo.

## Morte
Morreu na cidade de São Paulo no dia 25 de novembro de 1989.

## Legado
Seu acervo pessoal, incluindo cartas, livros e jornais de Lima estão presentes no Instituto de Estudos Brasileiros da Universidade de São Paulo (IEB) vinculado a Universidade de São Paulo (USP).

## Obras
- 3 Industrialistas Brasileiros: Mauá, Rui Barbosa, Roberto Simonsen. São Paulo: Alfa-Omega, 1976.[27]
- Caminhos Percorridos: Memórias de Militância. São Paulo: Ed. Brasiliense, 1982.[20]
- Castro Alves e Sua Época. São Paulo: Ed. Saraiva, 1971.[28]
- Do Imperialismo à Libertação Colonial. Rio de Janeiro: Fundo de Cultura, 1965.[22]
- Evolução Industrial de São Paulo. São Paulo: Livraria Martins Editora S. A., 1954.[18]
- Formação Industrial do Brasil: Período Colonial. Rio de Janeiro: Fundo de Cultura, 1962.[29]
- História do Pensamento Econômico no Brasil. São Paulo: Brasiliana, 1978.[30]
- História Político-econômica e Industrial do Brasil. São Paulo: Companhia Editora Nacional, 1970.[22]
- Perfil Político de Silva Jardim. São Paulo: Editora Nacional; Brasília, DF: INL, 1987.[31]